# Guglielmo di Montlauzun
Guglielmo di Montaluzun (Quercy, ... – Poitiers, 1343) è stato un giurista francese.
Docente nelle università di Tolosa e Parigi, commentò, sul modello di Zenzelino dei Cassani, il Liber sextus, le Clementine e le Estravaganti.